# Heinkel HD 39
Die Heinkel HD 39 war ein deutsches Frachtflugzeug, das vom Ullstein Verlag in den 1920er Jahren zur Beförderung von Zeitungen genutzt wurde. Das Kürzel „HD“ steht für „Heinkel Doppeldecker“.

## Entwicklung
Mitte der 1920er Jahre erteilte der Ullstein Verlag den Albatros Flugzeugwerken den Auftrag zur Konstruktion zweier speziell für die Beförderung von Zeitungen ausgelegter Flugzeuge. Sie sollten eine zügige Auslieferung der Gazetten bewerkstelligen und dabei helfen, speziell den Anspruch der von Ullstein verlegten B.Z. am Mittag, die „schnellste Zeitung der Welt“ zu sein, umzusetzen. Als Reaktion wurde unter der Leitung von Albatros’ Chefkonstrukteur Gustav Lachmann und des technischen Direktors Rudolf Schubert die L 72 a entwickelt. Ernst Heinkel, als er von der Auftragsvergabe erfuhr, intervenierte sofort beim verlagseigenen Redakteur Walther Kleffel, um eine Erweiterung der Bestellung zu seinen Gunsten zu erreichen. Kleffel, selbst ein ehemaliger Fliegeroffizier und auch verantwortlicher Fachredakteur für Luftfahrt, hatte schon den Auftrag für Albatros initiiert und erreichte bei der Verlagsleitung eine Erhöhung der Bestellung um ein drittes Flugzeug, für das Heinkel den Bauauftrag erhielt. Im Heinkelschen Stammwerk in Warnemünde entstand daraufhin in kürzester Zeit, dem sogenannten „Heinkel-Tempo“, als Weiterentwicklung der HD 27 und als Einzelanfertigung die HD 39 mit der Werknummer 238. Sie war als Besonderheit mit einer Abwurfvorrichtung im Frachtraum ausgerüstet, mit der bis zu zehn hängend transportierte 50-kg-Zeitungspakete über Seilzüge und Hebel einzeln angewählt und durch ein im Rumpfboden befindliches Rolltor abgeworfen werden konnten. Als Antrieb war ein BMW-IV-Motor mit 230 PS ausgewählt worden.
Die HD 39 wurde am 4. Februar 1926 vom Interalliierten Luftfahrt-Garantiekomitee (ILGK) genehmigt und erhielt ihre Zulassung mit dem Kennzeichen D–889. Am 8. April gleichen Jahres wurde das Flugzeug zusammen mit den beiden ebenfalls fertiggestellten L 72 a auf dem Flughafen Berlin-Tempelhof in einer feierlichen Zeremonie auf den Namen B.Z. I getauft, während die beiden Albatros-Muster die Namen B.Z. II und B.Z. III erhielten. Alle drei Flugzeuge hatten auffällige schwarz-gelbe Streifen am Rumpf sowie den B.Z.-Schriftzug auf den Flügeln und am Bug erhalten. Die Kennzeichen wurden erst zu einem späteren Zeitpunkt angebracht. Als Städte wurden zunächst Hamburg, Leipzig, Halle/Saale und Chemnitz angeflogen, wobei in ersteren gelandet und entladen, in Chemnitz die Fracht aber nur abgeworfen wurde. Die Zeitungen wurden anschließend sofort ausgetragen; oftmals wurde schon direkt nach der Landung am Flugzeug begonnen, sie zu verteilen. Später kamen noch Routen im hauptsächlich nord- und ostdeutschen Raum, unter anderem nach Plauen und Swinemünde hinzu; in Stettin und Binz/Rügen wurde die Ladung wiederum nur angeworfen. Als Eigentümer fungierte offiziell die Ullstein AG, Halter und Nutzer war die Deutsche Luft Hansa. Die HD 39 bewährte sich in dieser Zeit besser als ihre beiden Konkurrenzmuster, deren Betrieb durch Komplikationen mit dem Kühler und den noch unausgereiften Lachmann-Spaltklappen beeinträchtigt wurde. Das Heinkel-Muster konnte deshalb bis zum Jahresende 1926 mehr als die doppelte Flugstundenzahl als beide L 72 zusammen absolvieren.
Im April 1931 übernahm die Deutsche Luftfahrt GmbH die Halterschaft und flog die HD 39 noch bis in den Juni des Folgejahres. Dann wurde sie aus der Luftfahrtrolle gestrichen und ging in den Besitz der Deutschen Luftfahrtsammlung über, wo sie wie viele andere Objekte in den Wirren des Zweiten Weltkrieges verschwand.

## Konstruktion

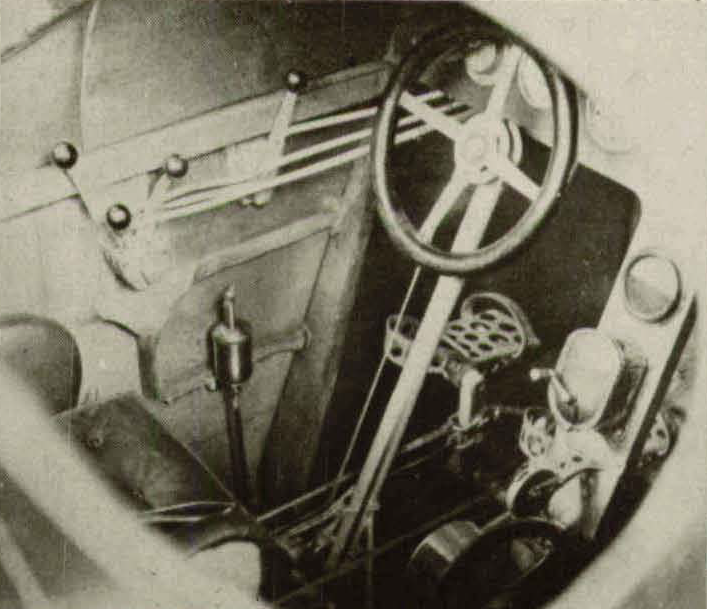
Blick auf den linksseitig angeordneten Führerstand der HD 39

Die HD 39 ist ein einstieliger, verspannter Doppeldecker in Holzbauweise mit starrem Fahrwerk. Der Rumpf wird aus vier Längsholmen mit viereckigem Querschnitt, die zum Heck in einer Schneide auslaufen, gebildet. Im Bugbereich besteht die Verkleidung aus abnehmbaren Aluminiumblechen, im restlichen Teil aus Sperrholzbeplankung. Der Frachtraum befindet sich hinter dem Brandschott des Motors und vor der Pilotenkabine. Rechts neben dem Sitz des Flugzeugführers ist ein klappbarer Notsitz für den Flugbegleiter angebracht. Das Tragwerk ist stark gestaffelt und durch N-Streben miteinander verbunden. Die Tragflächen mit leichter V-Stellung (oben 1°, unten 2°) besitzen zwei Holme, zwischen denen die Beplankung ebenso wie die Flügelvorderkante aus Sperrholz besteht, der Rest ist mit Stoff bespannt. Im Oberflügel ist der 300 Liter fassende Kraftstofftank untergebracht. Das Leitwerk besteht größtenteils aus mit Stoff bespannten Stahlrohrrahmen, einzig die Seitenflosse ist aus Holz gefertigt. Die abgestrebte Höhenflosse kann im Flug verstellt werden, sämtliche Ruder sind ausgeglichen. Das starre Fahrwerk besitzt eine Spurbreite von 3,26 m und keine Achse, am Heck befindet sich ein Schleifsporn.

## Technische Daten

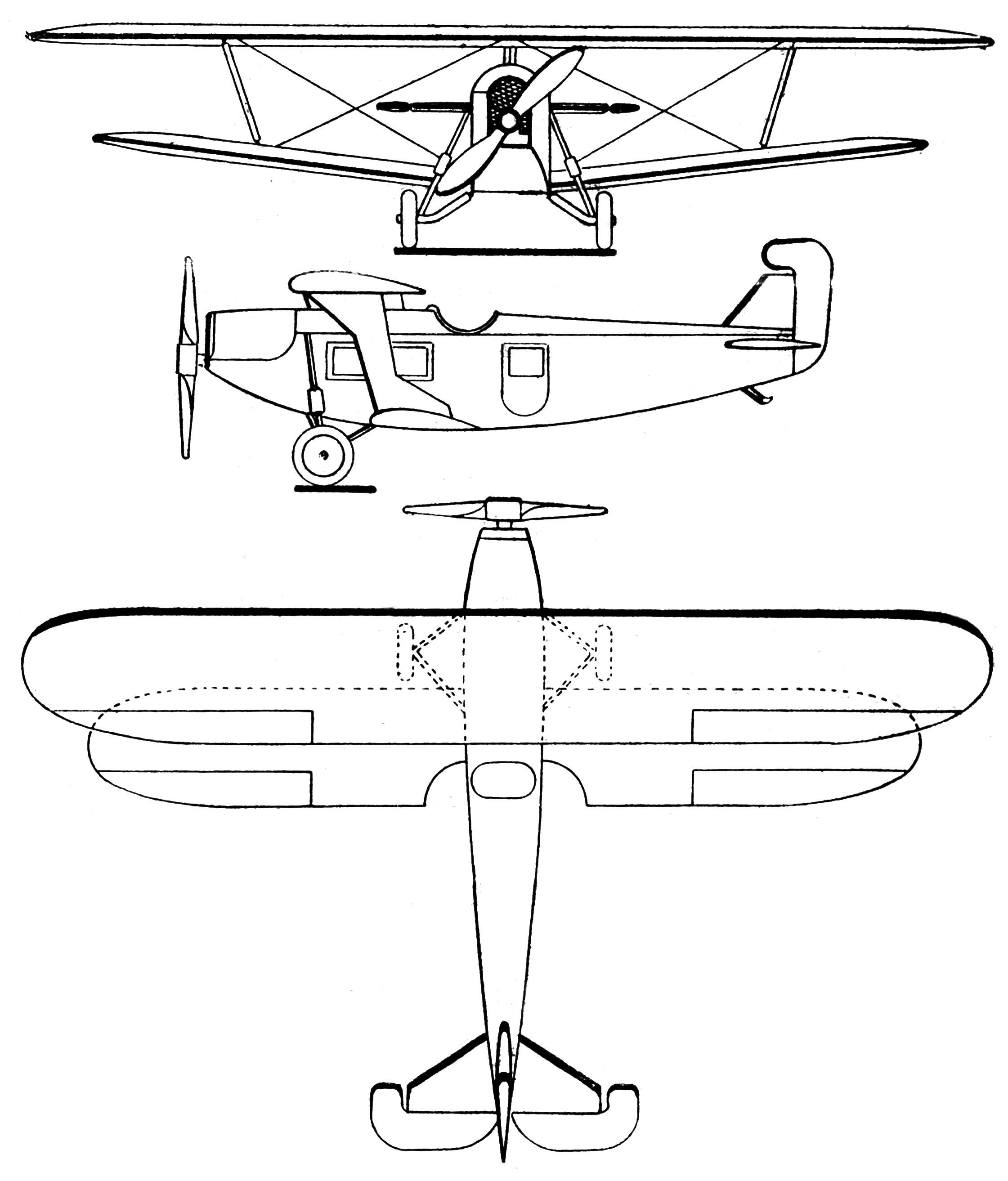
Dreiseitenansicht

| Kenngröße                   | Daten                                                        |
| --------------------------- | ------------------------------------------------------------ |
| Besatzung                   | 2                                                            |
| Länge                       | 10,55 m                                                      |
| Spannweite                  | oben 14,3 m unten 12,7 m                                     |
| Höhe                        | 4,18 m                                                       |
| Flügelfläche                | 52,3 m²                                                      |
| Leermasse                   | 1320 kg                                                      |
| Zuladung                    | 840 kg                                                       |
| Nutzlast                    | 400 kg                                                       |
| Startmasse                  | 2160 kg                                                      |
| Antrieb                     | ein flüssigkeitsgekühlter Sechszylinder-Viertakt-Reihenmotor |
| Typ                         | BMW IV                                                       |
| Startleistung Dauerleistung | 275 PS (202 kW) 230 PS (169 kW) in 4000 m                    |
| Kraftstoffvolumen           | 300 l                                                        |
| Höchstgeschwindigkeit       | 166 km/h in 500 m Höhe                                       |
| Landegeschwindigkeit        | 68 km/h                                                      |
| Steigzeit                   | 6,6 min auf 1000 m 15,4 min auf 2000 m 29,5 min auf 3000 m   |
| Gipfelhöhe                  | 3800 m bei maximaler Zuladung                                |
| Flugdauer                   | 5,5 h                                                        |
| Aktionsradius               | 850 km                                                       |
| Startrollstrecke            | 295 m                                                        |